# Bekobod
Bekobod (in uzbeko Бекобод, in russo Бекабад) è una città dell'Uzbekistan, nella regione di Tashkent.

## Storia
La città è stata fondata nel 1945 con il nome di Begovat, quindi rinominata Bekobod dal 1964 (trascritta anche come Bekabad).